# Sur Youth Complex
Sur Youth Complex – wielofunkcyjny stadion w mieście Sur, w Omanie. Został otwarty w 1996 roku. Swoje mecze rozgrywa na nim drużyna Sur Club. Obiekt może pomieścić 15 000 widzów.